# Мучкаєв Сергій Борисович
Мучкаєв Сергій Борисович (рос. Мучкаев Сергей Борисович, 10 березня 1976) — російський військовик, полковник, командир 53-ї зенітної ракетної бригади Збройних сил Російської Федерації.

## Життєпис
Станом на 2014 рік Сергій Мучкаєв був командиром 53-ї зенітної ракетної бригади.
Влітку 2015 року був присутній на закладенні храму на території військової частини 53-ї бригади.
23 лютого 2016 року група Bellingcat оприлюднила розслідування, у якому було озвучено командну вертикаль — імена командирів, відповідальних за збиття пасажирського лайнера, — від президента РФ Володимира Путіна до командувача 53-ю бригадою Сергія Мучкаєва, а також його підлеглих, що могли безпосередню брати участь у виконанні наказу про збиття пасажирського літака.
Сергій Мучкаєв присутній у базі даних центру «Миротворець» серед осіб, що становлять загрозу національній безпеці України і міжнародному правопорядку.